# یواس‌اس دراگونت (اس‌اس-۲۹۳)
یواس‌اس دراگونت (اس‌اس-۲۹۳) (به انگلیسی: USS Dragonet (SS-293)) یک زیردریایی بود که طول آن ۳۱۱ فوت ۸ اینچ (۹۵٫۰۰ متر) بود. این زیردریایی در سال ۱۹۴۳ ساخته شد.